# Calamagrostis carchiensis
Calamagrostis carchiensis är en gräsart som beskrevs av Simon Laegaard. Calamagrostis carchiensis ingår i släktet rör, och familjen gräs. IUCN kategoriserar arten globalt som sårbar. Inga underarter finns listade i Catalogue of Life.